# Шарлотта Стюарт, герцогиня Олбани
Шарлотта Стюарт, называемая герцогиня Олбани (29 октября 1753 — 17 ноября 1789) — внебрачная дочь, единственный выживший ребёнок, якобитского принца-претендента Чарльза Эдварда Стюарта («Красавчик принц Чарли» или «Молодой претендент»).
Её матерью была Клементина Уолкиншоу, которая была любовницей принца с 1752 по 1760 год. После долгих лет жестокого обращения Клементина ушла от него, взяв с собой Шарлотту. Шарлотта провела большую часть своей жизни во французских женских общинах, отчужденная от отца, который отказывался что-либо делать для неё. Не имея возможности выйти замуж, она сама была любовницей Фердинанда де Рогана, архиепископа Бордо, и родила от него детей.
Она примирилась со своим отцом в 1784 году, когда он узаконил её и создал для неё титул герцогини Олбани в якобитском пэрстве. Она оставила своих собственных детей у своей матери и стала опекуном и компаньоном своего отца в последние годы его жизни. Шарлотта умерла менее чем через два года после отца. Трое её детей выросли в неизвестности; однако, будучи единственными внуками претендента, они стали предметом интереса якобитов, и их происхождение было раскрыто в XX веке.

## Королевское происхождение

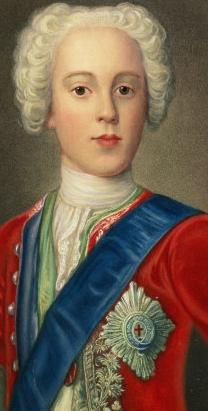
Принц Чарльз Эдвард 1745

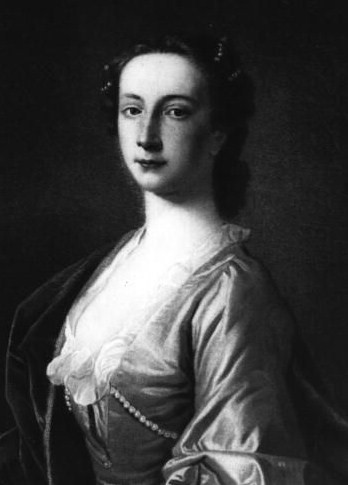
Клементина Уолкиншоу ок. 1760

Шарлотта Стюарт родилась 29 октября 1753 года в Льеже у Чарльза и его любовницы Клементины Уолкиншоу, с которой он познакомился во время восстания якобитов в 1745 году (когда он приехал в Шотландию из Франции в попытке силой вернуть себе престолы Англии, Шотландии и Ирландии, которые была потеряны его дедом, Джеймсом II и VII, в 1689 году). Клементина (1720—1802) была самой младшей из десяти дочерей Джона Уолкиншоу из Барроухилла (1671—1731). Уолкиншоу владели землями Барроуфилд и Камлачи, а её отец стал богатым торговцем в Глазго (основателем деревушки Кальтон). Тем не менее он был также епископальным протестантом и якобитом, сражавшимся за отца принца в восстании 1715 года, был схвачен в битве при Шерифмюре, бежал из замка Стерлинг в Европу. В 1717 году он был помилован британским правительством и вернулся в Глазго, где его младшая дочь родилась, вероятно, в Камлахи. Клементина была в основном образована на континенте, а затем обратилась в католицизм. В 1746 году она жила в доме своего дяди сэра Хью Патерсона в Бэннокберне, недалеко от Стерлинга. Принц приехал в дом сэра Хью в начале января 1746 года, где он впервые встретился с Клементиной, и он вернулся в том же месяце, чтобы ухаживать за ней во время простуды. Учитывая, что она жила под защитой своего дяди, считается, что в это время они не были любовниками.
После поражения восстания принца в Каллодене в апреле 1746 года Чарльз бежал из Шотландии во Францию. В последующие годы у него была скандальная связь с его 22-летней двоюродной сестрой Луизой де Монтбазон (которая была замужем за его близким другом и которую он бросил, когда она забеременела), а затем с принцессой Тальмонта, которой было за 40. В 1752 году он услышал, что Клементина была в Дюнкерке, и у нее возникли финансовые трудности. Поэтому принц послал 50 луидоров, чтобы помочь ей, а затем направил сэра Генри Горинга, чтобы умолять её приехать в Гент и жить с ним в качестве любовницы. Геринг, который описывал Клементину как «плохую женщину», жаловался на то, что его использовали «не лучше сутенера», и вскоре после этого он ушел с работы Чарльза. Однако к ноябрю 1752 года Клементина жила с Чарльзом и оставалась его любовницей в течение следующих восьми лет. Пара переехала в Льеж, где 29 октября 1753 года родилась Шарлотта, их единственный ребёнок, и приняла крещение в римско-католическую веру в церкви Сент-Мари-де-Фон.

## Разлука с отцом (1760—1783)

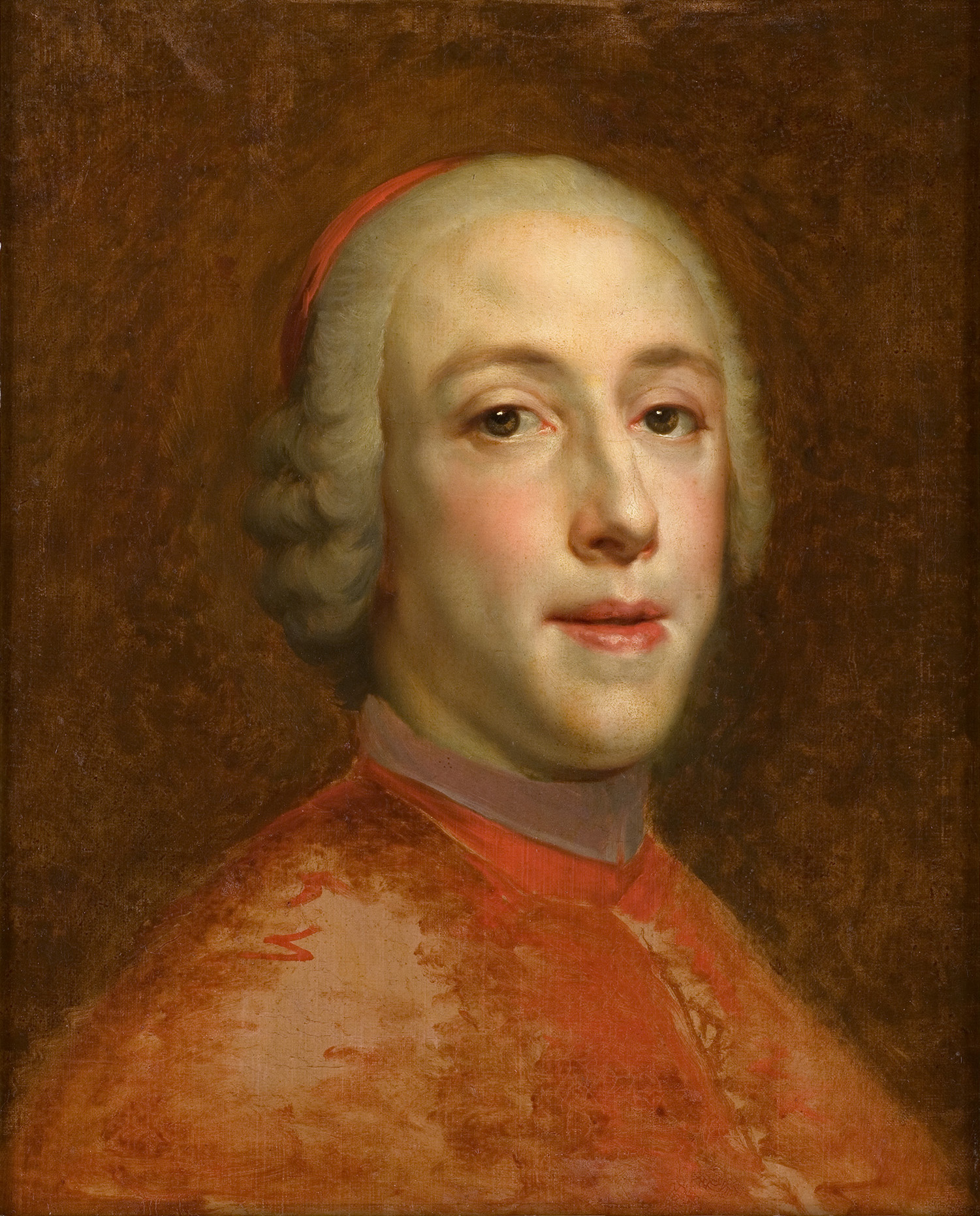
Кардинал Генри Стюарт, дядя Шарлотты

Отношения между принцем и любовницей были весьма сложными. Чарльз был уже разочарованным, злым алкоголиком, когда они начали жить вместе, и он стал жестоким по отношению к Клементине и безумно привязанным к ней, обащаясь с ней как «покоренной кнутом». Часто вдали от дома на «прогулках», он упоминал о своей дочери, и когда он это делал, это звучало как «твой ребёнок» (ye cheild). Во время временного переезда в Париж лейтенанты принца фиксируют отвратительные публичные споры между ними, а также то, что его пьянство и раздражительность наносили ущерб его репутации. В 1760 году они были в Базеле и Клементине надоели пьянство Чарльза и их кочевой образ жизни. Она связалась с его католическим отцом Джеймсом Стюартом («Старый Претендент») и выразила желание получить католическое образование для Шарлотты и уйти в монастырь. (В 1750 году во время тайного визита в Лондон Чарльз номинально отрекся от католицизма в англиканской церкви). Джеймс согласился выплатить ей аннуитет в 10 000 ливров, и в июле 1760 года появились свидетельства того, что он помог ей сбежать от бдительного Чарльза вместе с семилетней Шарлоттой в монастырь монахинь Посещения в Париж. Она оставила письмо Чарльзу, выражая свою преданность ему, но жалуясь, что ей пришлось бежать в страхе за свою жизнь. Разъяренный Чарльз распространил описания их обоих, но безрезультатно.

### Призывы из Франции
На протяжении следующих двенадцати лет Клементина и Шарлотта продолжали жить в различных французских монастырях, получая при этом пенсию в размере 10 000 ливров, предоставленную Джеймсом Стюартом. Чарльз никогда не прощал Клементине того, что она лишила его ребёнка, и упорно не платил ничего в их поддержку. 1 января 1766 года Джеймс умер, но Чарльз (теперь считающийся себя де-юре Чарльзом III Шотландии, Англии и Ирландии) по-прежнему отказывался делать какие-либо условия для них, вынуждая Клементину, теперь называющую себя «графиней Альберстрофф», обращаться к своему брату кардинал Генри Стюарт за помощью. Генри дал им пособие в размере 5000 ливров, но взамен получил заявление Клементины о том, что она никогда не была замужем за Чарльзом, — заявление, которое она позже пыталась отозвать. Эта меньшая сумма вынудила их искать более дешёвое жилье в монастыре Нотр-Дам в Мо-ан-Бри.

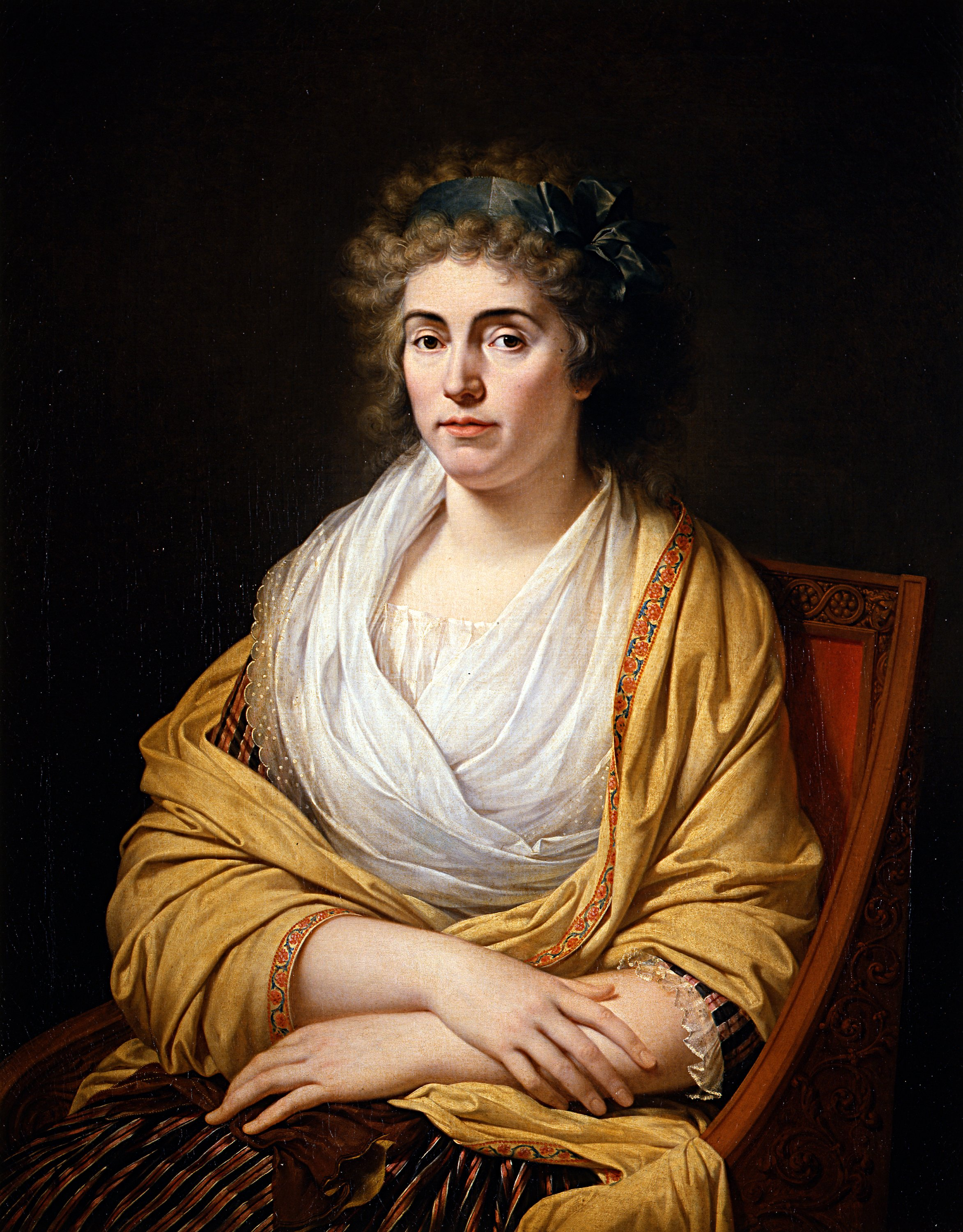
Луиза Штольберг-Гедерн, жена Чарльза, была всего на несколько месяцев старше его дочери.

В 1772 году принц, которому тогда был пятьдесят один год, женился на девятнадцатилетней принцессе Луизе Штольберг-Гедерн (которая была всего на год старше Шарлотты). Шарлотта, теперь находившаяся в бедственном положении, некоторое время постоянно писала отцу, и теперь она отчаянно умоляла его узаконить её, оказать поддержку и привести её в Рим, прежде чем мог родиться наследник. В апреле 1772 года Шарлотта написала трогательное умоляющее письмо «mon Augusta Papa», которое было отправлено через директора Гордона из Шотландского колледжа в Риме. Чарльз смягчился и предложил привезти Шарлотту в Рим (он теперь жил в Палаццо Мути — резиденции Стюартов в изгнании), но только при условии, что она оставит свою мать во Франции. Она лояльно отказалась это сделать, и Чарльз в ярости прервал все обсуждения.

### Любовница архиепископа
К концу 1772 года Клементина и Шарлотта неожиданно прибыли в Рим, чтобы лично отстаивать своё отчаянное дело. Поездка загнала Клементину в долги. Однако принц отреагировал сердито, отказываясь даже видеть их, заставив их беспомощно вернуться во Францию, откуда продолжались умоляющие письма Шарлотты. Три года спустя Шарлотта, которой исполнился двадцать второй год и у которой уже было слабое здоровье (она, очевидно, страдала от болезни печени, которой страдали Стюарты), решила, что её единственный вариант — выйти замуж как можно скорее. Чарльз, однако, отказался дать ей разрешение выйти замуж или уйти в монастырь, и она осталась ждать его королевского согласия.
Из-за отсутствия законности или разрешения Шарлотта не смогла выйти замуж. Таким образом, она так или иначе искала защитника и поставщика. Вероятно в тайне от Карла она стала любовницей Фердинанда Максимилиана Мериадека де Рогана архиепископа Бордо и Камбре. Фердинанд де Роган, кровно связанный с домом Стюарта, а также с Бурбоном и Лотарингией также не смог законно жениться, вступив в Церковь как младший сын знатного дома. От него у неё было трое детей: две дочери, Мария Виктуар и Шарлотта, и, наконец, сын Чарльз Эдвард. Её дети держались в секрете и оставались в значительной степени неизвестными до XX века. Когда Шарлотта в конце концов покинула Францию и отправилась во Флоренцию, она доверила детям — она только оправлялась от рождения сына — заботу о своей матери, и видимо, немногие (и конечно не её отец) знали об их существовании.

## Примирение

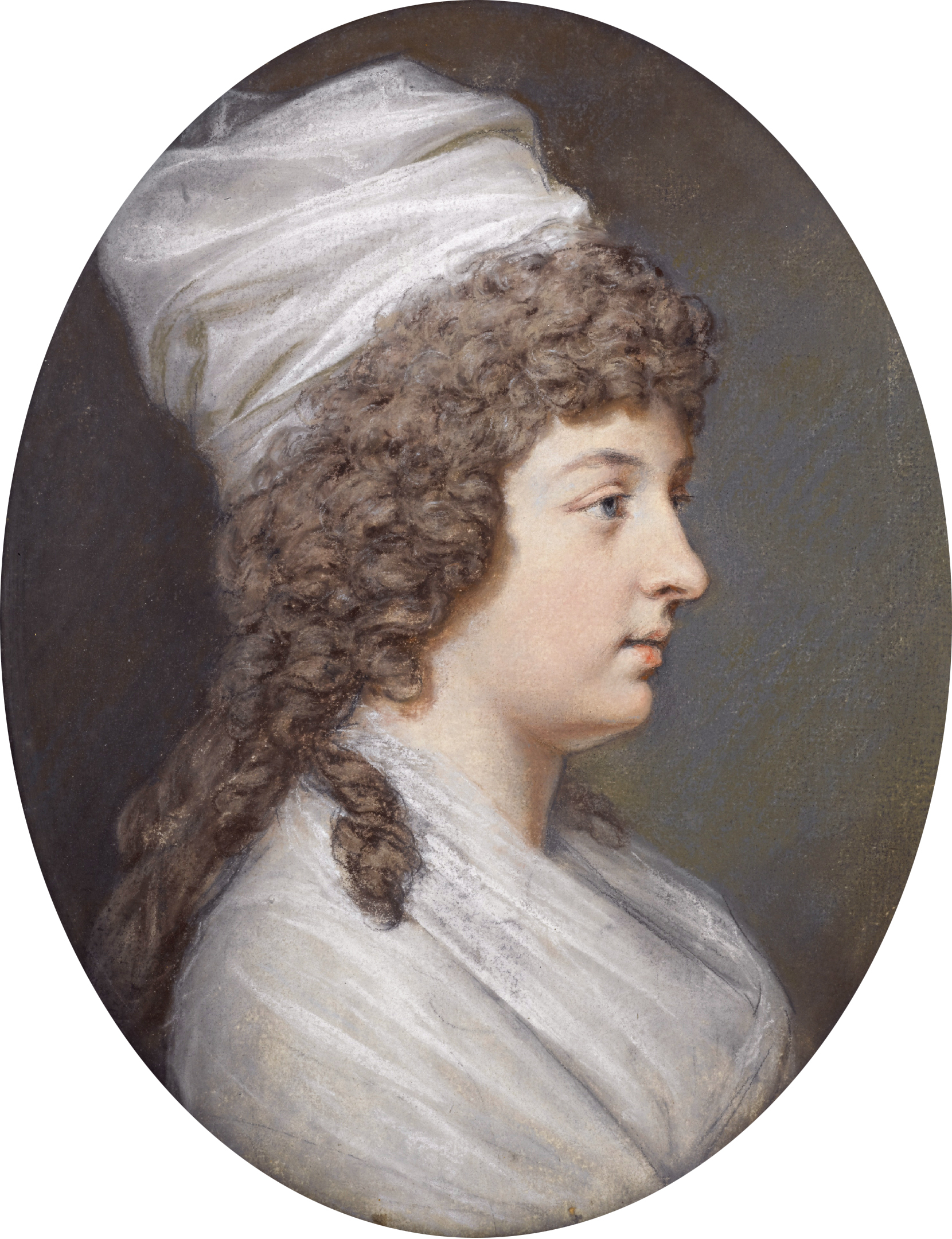
Шарлотта Стюарт (Хью Дуглас Гамильтон)

Только после того, как его бездетный брак с Луизой распался, и Чарльз тяжело заболел, он заинтересовался Шарлоттой. Ей было тридцать лет, и она не видела своего отца с семи лет. 23 марта 1783 года он изменил свое желание сделать её своим наследником и через неделю подписал акт легитимации. Этот акт, признавший её его дочерью и дающей ей право преуспеть в его частной собственности, был отправлен Людовику XVI. Генри Стюарт, однако, оспаривал легитимацию как неправильную и запутывающую преемственность. Людовик XVI в конечном итоге подтвердил этот акт и зарегистрировал его в Парламенте Парижа, но не раньше 6 сентября 1787 года.
В июле 1784 года, предоставив Луизу юридическое разделение, Чарльз вызвал Шарлотту во Флоренцию, где он теперь проживал, и в ноябре назначил её во Палаццо Гуаданьи герцогиней Олбани, назвав её «Ее Королевское Высочество» — наградив её орденом Чертополоха. Тем не менее, будучи незаконнорожденной при рождении, Шарлотта по-прежнему не могла наследовать претензии Стюартов на британский трон. Однако на данном этапе претензии были малоценны. Европейские правители давно перестали воспринимать Чарльза всерьёз. Даже папа Пий VI отказывался признать его королевский титул, а знаменитый Казанова назвал его «самозванцем». Он был вынужден называть себя графом Олбани.
То, что реставрация Стюарта была теперь маловероятной, не помешало принцу представить Шарлотту как следующее поколение. Он отчеканил медали с изображением Надежды, карты Англии и оружия Стюарта с легендами, «Spes Tamen Est Una» («Есть одна надежда»). Он также идеализировал её в искусстве; шотландскому художнику Гэвину Гамильтону было поручено нарисовать её мелом в неоклассическом стиле, в то время как Хью Дуглас Гамильтон нарисовал лестный портрет на тиаре.

### Компаньон отца

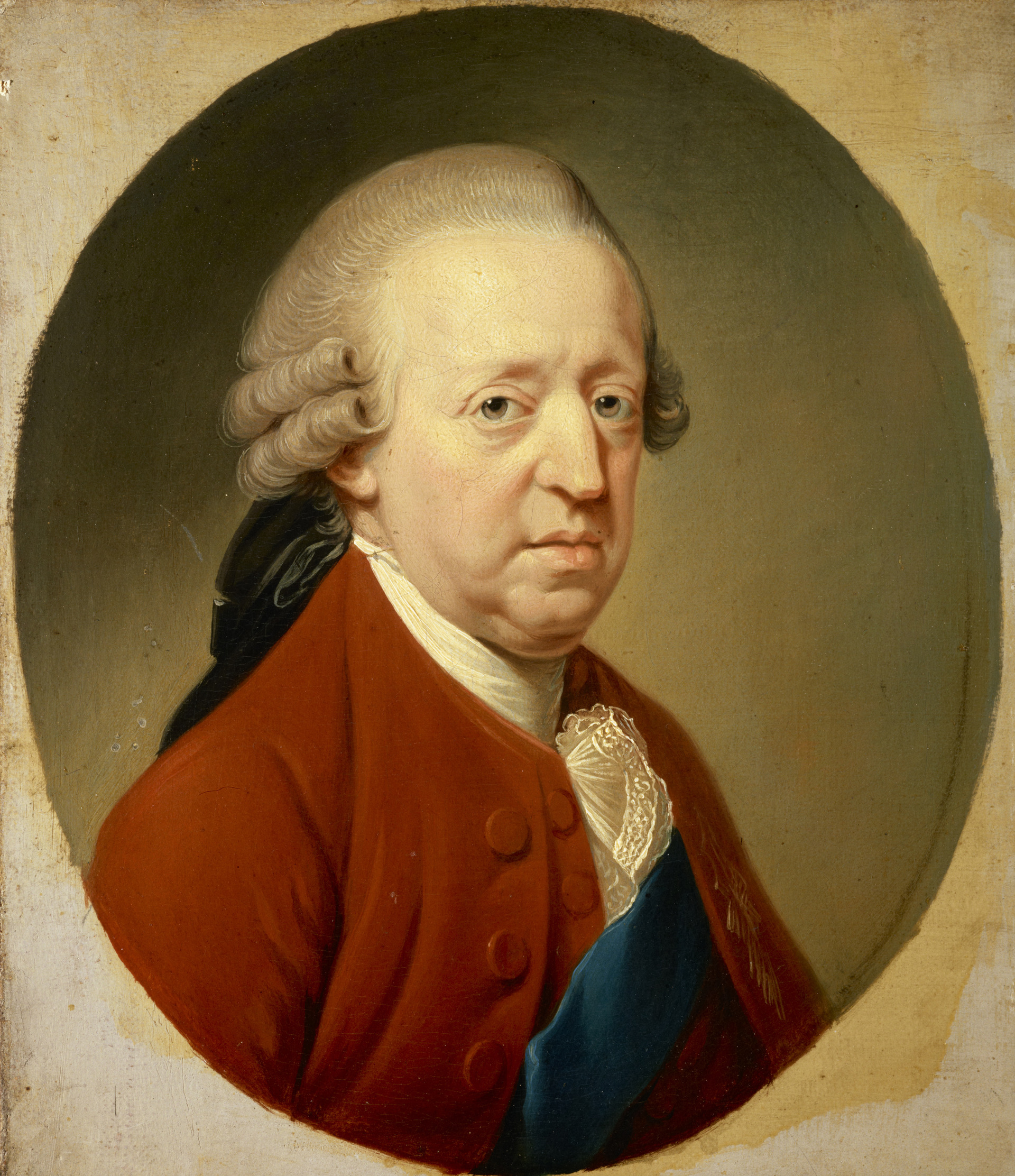
Чарльз Стюарт в 1775 году Хью Дугласа Гамильтона, Шотландская национальная портретная галерея.

Когда в 1784 году Шарлотта приехала жить к отцу, он был больным алкоголиком. Она находила его физическое состояние отвратительным, и он страдал от умственной дегенерации . Он, однако, представил Шарлотту в обществе, позволив ей носить знаменитые украшения Sobieska своей матери. Она постоянно и безуспешно искала дары драгоценностей или денег у своего близкого отца; но это, вероятно, было в значительной степени из-за заботы о благополучии её матери и детей. В течение месяца после прибытия во Флоренцию она сумела убедить своего отца наконец предоставить Клементину. К этому времени у Шарлотты также было слабое здоровье, она страдала от болезни, которая привела её к смерти от «обструкции печени» всего через два года после её отца. Действительно, вскоре после того, как она прибыла во Флоренцию, выступающий нарост заставил её сменить одежду. Шарлотта очень скучала по своей матери (которой, как она тщетно надеялась, Чарльз позволит ей приехать в Рим) и своим детям, писавшим её матери 100 раз за год; она также боялась, что Роган возьмёт другую любовницу; все это раскрывалось в её отчаянном письме домой, написанном в ожидании смерти Чарльза.

### Последние месяцы
В декабре 1785 года она заручилась поддержкой Генри Стюарта, чтобы вернуть Чарльза в Палаццо Мути в Риме. Там Шарлотта оставалась опекуном и компаньоном своего отца и делала все возможное, чтобы сделать его жизнь терпимой, пока он не умер от инсульта два года спустя (31 января 1788 года). Её жертва за него была значительной — она разрывалась между любовью к своему отцу и матери и трем детям, оставленным в Париже.
Шарлотта пережила своего отца всего на двадцать два месяца и больше никогда не видела своих детей. 9 октября 1789 года она прибыла в Палаццо Виззани Сангинетти (ныне Палаццо Рануцци) в Болонье, где проживала её подруга маркиза Джулия Ламбертини-Бовио. Она умерла там в возрасте 36 лет от рака печени (17 ноября 1789 года). В её завещании, написанном всего за три дня до её смерти, Шарлотта оставила своей матери Клементине сумму в 50 000 ливров и ещё 15 000 ренты. Однако прошло два года, прежде чем Генри Стюарт, её душеприказчик, которого якобиты считали королем Генрихом IX, выдал деньги. Действительно, он согласился сделать это только тогда, когда Клементина подписала «квитанцию», отказываясь от имени себя и своих потомков от любых дальнейших претензий на имущество. Шарлотта была похоронена в церкви Сан-Бьяджо, недалеко от которой она умерла. Когда французы разрушили церковь в 1797 году, останки Шарлотты были перенесены в Ораторию делла Сантиссима Тринита. Когда он закрылся в 1961 году, её памятник (и, возможно, её останки) были перенесены в близлежащую Кьеза делла Сантиссима Тринита.

## Наследие

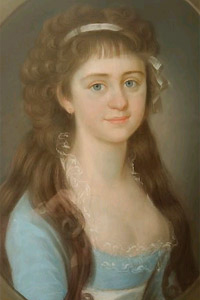
Мари-Виктуар, принцесса де Роган

В течение многих лет трое детей Шарлотты оставались неизвестными истории, и считалось, что прямая линия Якова II и Марии Моденской закончилась смертью Генриха в 1807 году. Однако в 1950-х годах исследования историков Аласдейр и Хетти Тейлер показали существование двух дочерей и сына. Затем историк Джордж Шербурн обнаружил письма Шарлотты к матери, из которых он написал свою биографию Чарльза Эдварда.

### Дети
Похоже, что Клементина жила во Фрибуре, Швейцария, до своей смерти в 1802 году, и именно она анонимно воспитывала детей Шарлотты. Их личности были скрыты различными псевдонимами и уловками, и даже не упомянуты в подробном завещании Шарлотты. В завещании упоминается только о Клементине и о желании Шарлотты, чтобы Клементина могла обеспечить «свои необходимые отношения». Причину, по которой эти дети оставались в тайне, можно объяснить тем фактом, что отношения между Роганом, архиепископом и Шарлоттой, которому было запрещено вступать в брак, были крайне незаконными и были бы скандальными. Считалось, что Мари Виктуар Аделаида (род. 1779 г.) и Шарлотта Максимилиан Амели (род. 1780 г.) попали под опеку Томаса Кутта, лондонского банкира и дальнего родственника Уолкиншоу. Они оставались анонимными и считались поглощенными английским обществом.
Сын Шарлотты, Чарльз Эдвард, родившийся в Париже в 1784 году, пошел по другому пути. Называя себя графом Рохенстартом (Роган + Стюарт), он получил образование в семье своего отца в Германии, стал офицером русской армии и генералом на австрийской службе. Он много путешествовал — посещал Индию, Америку и Вест-Индию — поке не переехал в Англию и Шотландию. Он рассказывал такие невероятные истории о своем происхождении и приключениях, что мало кто верил его претензиям на королевское происхождение. Действительно, только в XX веке историк Джордж Шербурн установил, что он действительно был тем, кем он себя назвал. Он умер в Шотландии в 1854 году в результате аварии на карете возле Стерлингского замка и был похоронен в Дункельском соборе, где до сих пор находится его могила. Он дважды женился, но у него не было наследников.
Иногда предлагалось, чтобы принц Чарльз женился на Клементине Уолкиншоу, и, таким образом, Шарлотта была законной и могла по закону претендовать на роль преемника своего отца. Тем не менее, нет никаких записей, подтверждающих это утверждение, и письменное показание, подписанное Клементиной 9 марта 1767 года, явно дезавуирует эту идею. Кроме того, первоначальное отрицание Чарльзом Шарлотты говорит против её законности.
Считалось, что дочери Шарлотты также умерли без наследников. Однако, согласно исследованию Питера Пинински, старшая дочь Шарлотты, Мария Виктуар, имела наследников. Книга Пинински 2002 года предполагала, что Жюль-Эркюль, принц де Гемене и герцог Монбазонский, старший брат Фердинанда де Рогана (и адъютант Генри Стюарта в 1745 году) признали потомство Шарлотты своим, что дало ей четкий статус в этой семье. В книге утверждалось, что в 1793 году, в разгар французской революции, семья Рогана рассеялась; и Мария Виктуар де Роган отправилась к родственникам в Польшу. Там она познакомилась с Полом Энтони Луи Бертраном де Никоровичем, польским дворянином и сыном банкира. У них был сын, Антим, до того, как она овдовела четыре года спустя. (Позже она дважды вступала в брак: сначала с Джеймсом Овернем, британским военно-морским капитаном, который умер через 14 месяцев, а затем с Жаном де Пау, офицером французской армии. У Антима был сын Чарльз и дочь Юлия-Тереза, которая вышла замуж за графа Леонарда Пинински, и стала прапрабабушкой Питера Пинински. Свидетельство Пинински для его тезиса было описано как «часто косвенное, если не сомнительные»; Роганы были большой семьёй, и её многих членов легко спутать. Бывший председатель Королевского общества Стюарта, однако, заявил, что доказательства Пинински кажутся «подлинными», а генеалог Хью Массингберд назвал их «тщательно исследованными … доказательство, несомненно, удовлетворение самого скептического педанта».
С тех пор гипотеза Пинински была оспорена Мари-Луизой Бэкхерст в статье 2013 года. Бэкхерст утверждает, что вторая дочь Шарлотты, которую всегда называли Виктуар Аделаидой, впервые вышла замуж в Сен-Роше, Париж, в 1804 году за военного врача на службе у Наполеона, Пьера Жозефа Мари де Сен-Урсена (1763—1818). От де Сен-Урсена она была матерью Теодора Марии де Сен-Урсин, которая родилась в Париже примерно в 1809—1810 годах и все ещё жила в Париже в 1823 году, хотя его история не была найдена. Его мать снова вышла замуж в 1823 году за Корбета Джеймса д’Овернь (брата покойного принца Бульонского), хотя её место и дата смерти не были найдены. Бэкхерст изучает крещение, брак и смерть мадам Никорович и называет её Мари-Виктуар де Ториньи, и Бэкхерст предполагает, что она, скорее всего, была незаконнорожденной дочерью Жюля, принца де Рогана, брата Фердинанда и, следовательно, двоюродной сестрой Виктуар Аделаиды. Пинински утверждает, что интерпретация Бэкхерста основана на разрушенном документе, который был «восстановлен» семьдесят лет спустя, и что ни один документ не подтверждает рождение сына Мари Виктуар, в то время как публикации Пинински предоставляют оригинальные архивные документы и полностью описывают контекст.

### В якобитском фольклоре
История Шарлотты Стюарт вскоре вошла в якобитский фольклор. Шотландский поэт Роберт Бернс (1759—96), близкий к современнику, написал ряд работ, посвящённых трагическому романтизму якобитского дела. Среди них была «Бонни Ласс из Албании», жалоба Шарлотты Стюарт, написанная, вероятно, во время её смерти. Действительно, свидетельство из неопубликованной коллекции писем Бернса Роберту Эйнсли свидетельствует об увлечении поэта Шарлоттой, и что он рассматривает возможность присвоения имени одной из своих незаконнорожденных дочерей Шарлотты в честь неё.
This lovely maid’s of nobel blood,
That ruled Albion’s kingdoms three;
But Oh, Alas! for her bonie face,
They hae wrang’d the lass of ALBANIE.